# إيفان فاتيتش
إيفان فاتيتش (مواليد 21 أغسطس 1988 في بلييفيليا - يوغوسلافيا) (بالإنجليزية: Ivan Fatić)‏ لاعب كرة قدم من الجبل الأسود يلعب حاليا لصالح نادي الدرجة الأولى جنوى الإيطالي منذ 2009 في مركز المدافع .

## وصلات خارجية
- إيفان فاتيتش على موقع قاعدة بيانات كرة القدم.إي يو (الإنجليزية)
- إيفان فاتيتش على موقع ناشيونال فوتبول تيمز (الإنجليزية)
- إيفان فاتيتش على موقع Soccerbase.com (لاعب) (الإنجليزية)
- إيفان فاتيتش على موقع Soccerway.com (الإنجليزية)
- إيفان فاتيتش على موقع عالم كرة القدم.نت (الإنجليزية)
- إيفان فاتيتش على موقع AS.com (الإسبانية)